# Kubota M7
Kubota M7 sind Ackerschlepper der M-Serie des Herstellers Kubota. Die seit 2014 produzierte Baureihe wird von einem Kubota-Vierzylinder-Dieselmotor angetrieben und mittlerweile in der dritten Generation hergestellt.

## Modellübersicht
Mit der Übernahme von Kverneland 2012 trat Kubota verstärkt in den Agrarbereich ein. In diesem Zuge wurde 2014 die Serie M7001 als größte bis dahin aus dem Konzern stammende Schlepperserie vorgestellt. 2017 stellte Kubota die Folgegeneration vor, die M7002-Baureihe. Sie wurde in Europa entwickelt und in Bierne in Frankreich produziert. Diese Generation hat ein 6-Gang-Powershift-Getriebe mit Lastschaltstufen in den Ausführungen 30/15 oder 54/27 mit Kriechgang. 2019 führte Kubota mit dem M7003 die dritte Generation der Schlepperklasse von 130 bis 170 PS ein. Im Vergleich zum Vor-Vorgänger erfüllt die M7003-Baureihe die Abgasstufe V und hat eine geänderte Vorderachse. Gebaut wird der Traktor in Dünkirchen, Frankreich.

### Leistungsübersicht über die M7003-Baureihe
|                                                        | M7133     | M7153     | M7173     |
| ------------------------------------------------------ | --------- | --------- | --------- |
| Maximale Leistung ohne Powerboost (UNECE 120) kW (PS)  | 95 (130)  | 110 (150) | 125 (170) |
| Maximale Leistung inkl. Powerboost (UNECE 120) kW (PS) | 110 (150) | 125 (170) | 130 (175) |
| Max. Drehmoment (Nm)                                   | 600       | 689       | 711       |

## Technik
Der M7 ist eine Baureihe im Segment von 130 bis 170 PS und wird in Halbrahmenbauweise gefertigt. Er hat einen Kubota-Vierzylinder-Dieselmotor (6,1 Liter). Das Getriebe liefert ZF Friedrichshafen zu, wahlweise als Lastschaltgetriebe mit 6 Gruppen und 4 Lastschaltstufen oder als stufenloses Getriebe.

### M7001-Baureihe
Die Baureihe umfasst die drei Modelle M7131, M7151 und M7171, je nach Ausführung mit mechanischem Lastschaltgetriebe oder einem stufenlosen Getriebe. Angetrieben werden die Fahrzeuge vom Kubota V6108, einem 4-Zylinder-Motor mit 6,1 l Hubraum, der die Abgasnorm EU Stufe IV/Tier 4 erfüllt. Die Nennleistung des M7131 liegt bei 96/130 kW/PS, die des M7151 bei 110/150 kW/PS und die des M7171 bei 125/170 kW/PS, die Boost-Leistungen mit 150, 170 beziehungsweise 175 PS.
Die M7001-Baureihe wurde in drei Versionen angeboten: Standard, Premium und Premium K-VT. Standard- und Premium-Modelle haben ein Vierfach-Lastschaltgetriebe mit 6 Gruppen und dementsprechend 24 Vorwärts- und 24 Rückwärtsgängen. Zusätzlich können die Modelle mit einem Kriechganggetriebe ausgestattet werden, sodass sich die Anzahl der Gänge auf jeweils 40 erhöht. Der Premium K-VT (Kubota Variable Transmission) hat ein stufenloses Getriebe.
Die Standard-Modelle der Kubota M7001-Serie haben ein offenes Hydrauliksystem mit einer 80-l-Pumpe und drei mechanischen Steuergeräten. Bei beiden Premium-Modellen ist es ein geschlossenes Load-Sensing-System mit einer 110-l-Pumpe und vier elektronischen Steuergeräten. Die Heckzapfwelle, die mit Knopfdruck an- und ausgeschaltet werden kann, ermöglicht die vier Drehzahlen 540/540E/1000/1000E, die wahlweise lieferbare Frontzapfwelle über 1000/min. Die Dreipunkt-Hydraulik im Heck bietet 9000 kg Hubkapazität, der Frontkraftheber mit 3500 kg Hubkraft ist wahlweise erhältlich.

### M7002-Baureihe
Die M7002-Serie ist die Nachfolgeserie der M7001-Modelle. Die Baureihe umfasst die drei Modelle M7132, M7152 und M7172. Der Motor wurde vom Vorgänger M7001 übernommen. Neben der stufenlosen KVT-Variante wird die M7002 auch mit einem Lastschaltgetriebe ausgeliefert. Die Vierfach-Lastschaltung der Vorgänger wurde jedoch durch das neue TPT16 von ZF mit sechs Lastschaltstufen in fünf Gruppen ersetzt, in den Ausführungen 30/15 oder 54/27 mit Kriechgang. Zudem wurde das zulässige Gesamtgewicht auf 11.500 kg erhöht. Für mehr Traktion bei verringerter Bodenverdichtung sorgen größere Reifen in den Dimensionen 600/60R28 für die Vorderachse und 710/60R38 für die Hinterachse.
Im Heck gibt es vier Zapfwellen. Darüber hinaus hat Kubota die automatische Lenkung optimiert und durch eine neue Nudge-Funktion ergänzt. Mit ihr kann der Fahrer den Abstand zur eingestellten Strecke zentimetergenau erkennen und zudem bis zu 20 HMS-Einstellungen vorgeben. Des Weiteren hat Kubota für das Ballenpressen für den M7002 ein TIM (Tractor-Implement-Management)-System entwickelt, das Fehlverhalten durch Kommunikation zwischen Traktor und Anbaugerät verhindern soll.

### M7003-Baureihe
Die M7003-Baureihe ist der Nachfolger der M7001 und M7002. Die Serie M7003 umfasst drei Modelle M7133, M7153 und M7173. Weiterhin wird der werkseigene V6108-Motor eingebaut, hat aber eine andere Motorcharakteristik. Die überarbeitete Motorcharakteristik sorgt für ein konstantes Leistungsband von 1800 bis 2100/min, während das Drehmoment von 1200 bis 1600/min konstant bleibt. Im Vergleich zu den Vorgängern wurde das Abgasverhalten verbessert. Die DPF-Reinigungsintervalle wurden von 3000 auf 6000 Stunden verdoppelt.
Statt sechs Gänge mit vier Lastschaltstufen hat der M7153 das ZF-Getriebe TPT16 mit sechs Lastschaltstufen und fünf Gängen. Das zulässige Gesamtgewicht des Traktors wurde auf bis zu 11.500 kg erhöht. Zu den Getriebeoptionen gehören weiterhin das stufenlose KVT und ein Lastschaltgetriebe, das sechs Lastschaltstufen in fünf synchronisierten Bereichen nutzt. Das Lastschaltgetriebe bietet mit der Entwicklung von Xpress Restart zusätzliche Funktionen.
Die maximale Durchflussmenge des Hydrauliksystems beträgt 110 l/min mit einer lastabhängigen Verstellpumpe für die Modelle M7153 und M7173. Der M7133 verwendet eine Konstantpumpe mit 80 l/min. Die Heckhubkraft beträgt 9400 kg, und die Zapfwelle ist wahlweise mit 540/540E oder 1000/1000E erhältlich. Das Fronthubwerk des Traktors bietet eine Hubkraft von 3500 kg und ist wahlweise mit einer Frontzapfwelle mit 1000/min ausgestattet.

## Technische Daten
| Modell                                                 | M7153                                                                             |
| ------------------------------------------------------ | --------------------------------------------------------------------------------- |
| Motor                                                  | Kubota-Vierzylinder V6108-TIE5                                                    |
| Bohrung × Hub                                          | 118 mm × 140 mm                                                                   |
| Hubraum                                                | 6124 cm3                                                                          |
| Maximale Leistung inkl. Powerboost (UNECE 120) kW (PS) | 130 (175)                                                                         |
| Maximales Drehmoment                                   | 711 Nm bei 1500/min                                                               |
| Getriebe                                               | 30F/15R-Getriebe bei der Standard- oder 54F/27R-Getriebe bei der Premium-Variante |
| Bremsanlage                                            | Druckluftbremse                                                                   |
| Bereifung                                              | vorne 540/65 R28, hinten 650/65 R38                                               |
| Kraftstoffbehältervolumen                              | 330 l Diesel und 38 l AdBlue-Tank                                                 |
| Masse                                                  | 6600 kg                                                                           |
| Zulässiges Gesamtgewicht                               | 11.500 kg                                                                         |
| Radstand                                               | 2720 mm                                                                           |
| Bodenfreiheit                                          | 516 mm                                                                            |
| Länge                                                  | 4810 mm                                                                           |
| Breite                                                 | 2500 mm                                                                           |
| Höhe                                                   | 3050 mm                                                                           |
| Hublasten                                              | 9400 kg (Heckkraftheber)                                                          |